# Ridgewood Heights
Pour les articles homonymes, voir Ridgewood.
Ridgewood Heights est une communauté non incorporée du comté de Humboldt (Californie), située à une altitude de 127 m.